# 伸展ノズル

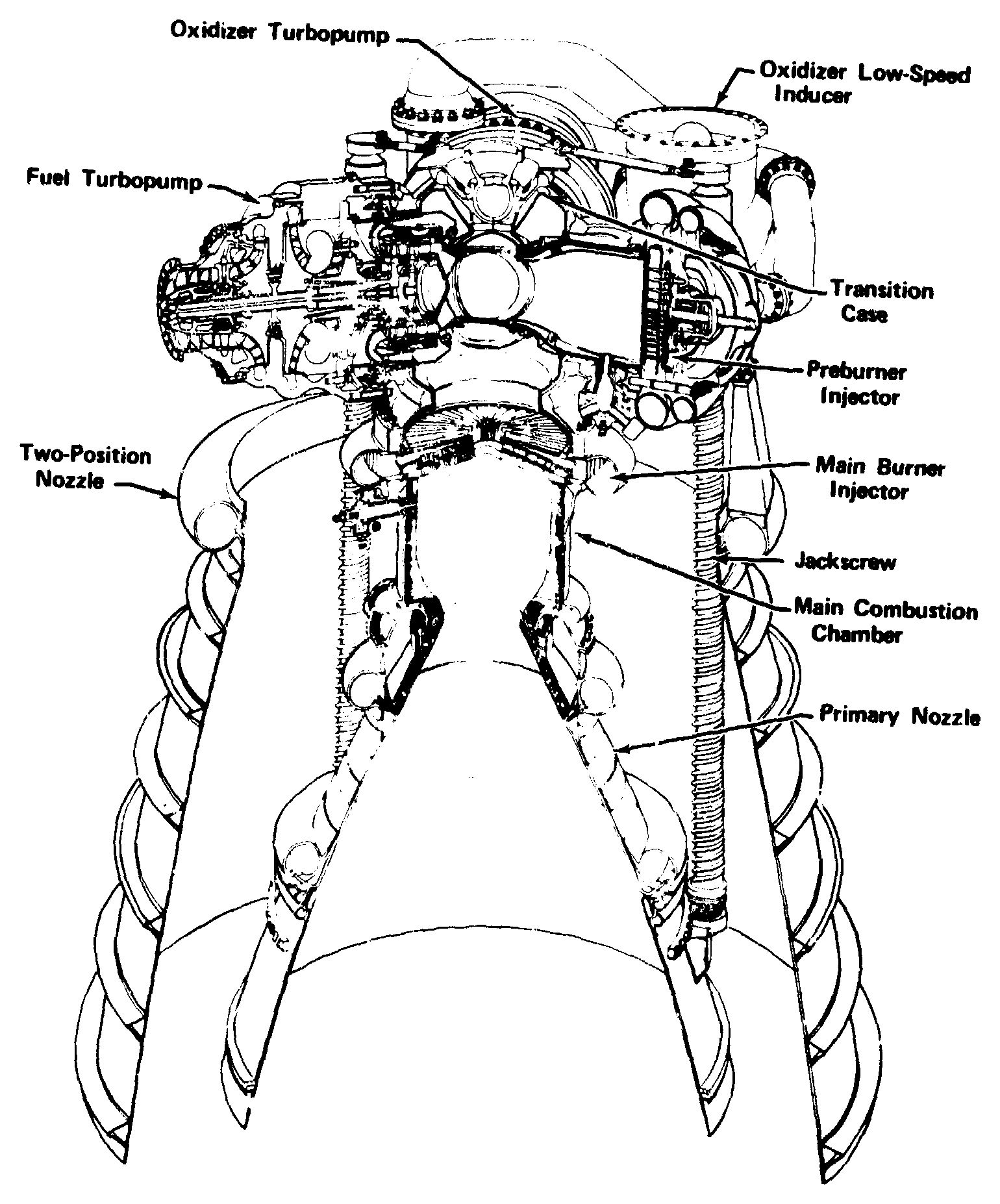
XLR129実証エンジンの伸展ノズル

伸展ノズル（しんてんノズル）とは、ノズルスカートに伸展機構を備えたロケットエンジンノズルである。

## 概要
上昇に伴い変化する気圧に応じて適切な膨張比になるようしたり、段間部の全長を抑える目的で備えられる。
プラグノズルやエアロスパイクエンジンでは高度の上昇に応じて膨張比が適切に変化するが、従来のラバール・ノズルでは膨張比が固定されているので変える事ができない。そのため、ノズル下部に伸展機構を備えて膨張比を高める。液体燃料ロケットエンジンの伸展ノズルでは構造上、複雑な再生冷却機構は困難なため、フィルム冷却かアブレーション冷却が採用される。

### 直径が大きくなる伸展ノズル
シードラゴンの計画では、縦に伸びるのではなくノズル出口の直径が大きくなる伸展ノズルが考案、試作された。
1段目飛行中の際はロケット外壁に沿って円柱状に格納されていて、2段目の飛行時に傘のように円錐台へ展開される。
これによりノズル出口直径がロケット本体の直径よりも大きくなり、1段目飛行中は空気抵抗を抑えつつ、2段目飛行中に高いノズル開口比、比推力を実現させた。
格納時ノズルの内側に1段目先端部を収めることでロケットの全高も短縮されている。

## 主な搭載機
- M-3SIIロケット - 4号機のキックモータのKM-D、5号機の月軌道投入用キックモータのKM-Mに伸展ノズルが備えられた。
- M-Vロケット - 3段目のM-34とキックモーターのKM-V1では全長を短縮する目的で伸展ノズルが備えれられた[3]。
- イプシロンロケット試験1号機 - それぞれM-Vの3段目とキックステージをベースに開発された2段目と3段目で使用された。強化型（2号機以降）では廃止された。
- RL-10 - 改良型のRL10B-2に採用
- RD-0146 - ロシアのキマフトマティキで開発された上段用エンジン
- XLR129 - アメリカ空軍で使用する予定だった試作エンジン
- Vinci - 当初はアリアン5MEのために開発されたが、アリアン5MEの開発中止に伴い、開発中のアリアン6の上段に使用予定。